# Petrindu
Petrindu (węg. Nagypetri) – wieś w Rumunii, w okręgu Sălaj, w gminie Cuzăplac. W 2011 roku liczyła 480 mieszkańców.